# 坎特里克拉布希爾斯 (密蘇里州)
坎特里克拉布希爾斯（英語：Country Club Hills）是位於美國密蘇里州聖路易斯縣的城市。

## 人口
根據2020年美國人口普查的數據，坎特里克拉布希爾斯的面積為0.48平方千米，皆為陸地。當地共有人口1014人，而人口密度為每平方千米2,113人。